# 小佐野重利
小佐野 重利（おさの しげとし、1951年 - ）は、日本の美術史学者、東京大学名誉教授。専門は中世・ルネサンスの西洋美術。2021年より地中海学会会長。

## 経歴
山梨県出身。1978年東京大学文学部美術史学科卒業、同大学院入学。1980年より1982年までパドヴァ大学美術史学科在学（イタリア政府給費留学生）、1985年東京大学博士課程中退、助手、1989年東京工業大学助教授、1993年東京大学文学部助教授、1994年教授。2012年先端構想部門教授。2013年文学部長、人文社会系研究科長。2017年定年退任、名誉教授。
『記憶の中の古代―ルネサンス美術にみられる古代の受容』により1993年度イタリア文化会館主催マルコ・ポーロ賞受賞、2003年イタリア大統領より騎士勲章授与。

## 著書
- 『記憶の中の古代―ルネサンス美術にみられる古代の受容』中央公論美術出版、1992年。
- 『知性の眼 イタリア美術史七講』中央公論美術出版、2007年。
- 『旅を糧とする芸術家』三元社、2006年。
- 『絵画は眼でなく脳で見る　神経科学による実験美術史』みすず書房、2022年。

### 共編
- 『死生学 4 死と死後をめぐるイメージと文化』 木下直之共編 東京大学出版会 2008年
- 『西洋美術の歴史 4 ルネサンスⅠ　百花繚乱のイタリア、新たな精神と新たな表現』ISBN 978-4124035940
  - 中央公論新社、2016年。水野千依・京谷啓徳共編著、三浦篤・小池寿子と編集委員（全8巻）
- 編著『オリジナルとコピー　16世紀および17世紀における複製画の変遷』浦一章監訳、三元社、2019年。

### 翻訳
- エンツォ・オルランディ編『ピカソ』評論社、1980年。
- 『ラファエッロと古代ローマ建築』姜雄 共訳注・解説、中央公論美術出版、1993年。
- エドウィン・ホール『アルノルフィーニの婚約 中世の結婚とファン・エイク作<アルノルフィーニ夫妻の肖像>の謎』北澤洋子、京谷啓徳共訳、中央公論美術出版、2001年。